# Hamraïa
Hamraïa (en arabe : الحمراية) est une ville et un chef-lieu d'une commune de la wilaya d'El Oued en Algérie.

## Géographie

### Localisation
Le territoire de la commune de Hamraïa est situé au nord de la wilaya.
| Still                      | El Feidh, El Haouch (wilaya de Biskra) | Babar (wilaya de Khenchela) |
| Oum Touyour, El M'Ghair    | Hamraia                                | Babar (wilaya de Khenchela) |
| Taïbet (wilaya de Ouargla) | Reguiba, Guemar                        | Sidi Aoun, Magrane          |

### Localités de la commune
La commune de Hamraia est composée de deux localités : Hamraïa et Méguibra